# 陆埠镇
陆埠镇，是中国浙江省宁波市余姚市下属的一个镇，位于余姚市中东部四明山山区北麓，隔余姚江与河姆渡遗址相望，距宁波机场40公里。陆埠镇总面积118.87平方公里，下辖20个行政村和2个居委会，全镇常住人口4.8万人。
陆埠镇，中国浙江省金华市武义县下辖的一个街道。

## 行政区划
下辖以下地区：
上街社区、下街社区、官路沿村、沿江村、沿溪村、五马村、郭姆村、江南村、南雷村、兰溪村、干溪村、兰山村、石门村、袁马村、杜徐岙村、洪山村、蒋岙村、余鲍陈村、孔岙村、翁岙村、裘岙村和石笋村。